# Indianapolis Capitals
Die Indianapolis Capitals waren ein US-amerikanisches Eishockeyfranchise der American Hockey League in Indianapolis, Indiana. Die Spielstätte der „Capitals“ war das Indiana State Fairgrounds Coliseum.

## Geschichte
Die Indianapolis Capitals wurden 1939 als Franchise der American Hockey League gegründet und waren ein Farmteam der Detroit Red Wings aus der National Hockey League. Bereits in ihrer dritten Spielzeit in der AHL erreichte Indianapolis das Finale um den Calder Cup, in dem es sich knapp mit 3:2 Siegen gegen die Hershey Bears durchsetzte. Ein Jahr später zog das Team erneut in das Finale ein, scheiterte dieses Mal jedoch an den Buffalo Bisons mit einem Sweep in der Best-of-Five-Serie. In den folgenden sechs Spielzeiten erreichten die Capitals entweder die Playoffs nicht oder schieden bereits in der ersten Runde aus, ehe sie in der Saison 1949/50 die Cleveland Barons mit 4:0 schlugen. Nachdem Indianapolis in den folgenden beiden Jahren je einmal die Playoffs verpasst hatte bzw. bereits in der ersten Runde ausgeschieden war, wurde das Franchise 1952 nach dreizehn Jahren in der AHL aufgelöst.

## Team-Rekorde

### Karriererekorde
Spiele: 319  Rod Morrison
Tore: 136  Cliff Simpson
Assists: 186  Les Douglas
Punkte: 302  Les Douglas
Strafminuten: 325  Nels Podolsky

## Bekannte ehemalige Spieler
- Sid Abel
- Glenn Hall
- Syd Howe
- Joe Turner